# Daniel Seibert
Daniel Seibert (* 1980) ist ein deutscher Soldat der Bundeswehr (Panzergrenadiertruppe). Er ist Träger des Ehrenkreuzes der Bundeswehr für Tapferkeit.
Daniel Seibert aus Stolberg (Harz), Berufssoldat in der Unteroffizierslaufbahn, war nach Einsätzen im Kosovo in der Zeit vom April 2009 bis Oktober 2010 in Afghanistan als Teil der International Security Assistance Force (ISAF). Hier diente er in der schnellen Einsatztruppe der ISAF-Einheiten des Regionalkommandos Nord in Kunduz. Mediales Gehör fand er durch seine Aussagen zur nicht ausreichenden Würdigung der soldatischen Leistungen.
Am 4. Juni 2009 wurde seine Einheit in ein Gefecht mit den Taliban-Kämpfern verwickelt, als sie einem von den Aufständischen angegriffenen Spähtrupp zu Hilfe kam. Bei dem Einsatz gelang es, die zahlenmäßig überlegenen Angreifer zurückzuschlagen.
Daniel Seibert wurde am 22. Januar 2010 für sein vorbildliches Verhalten beim Einsatz am 4. Juni 2009 mit dem Ehrenkreuz der Bundeswehr für Tapferkeit ausgezeichnet.